# Kabinett Yamagata II
Das 2. Kabinett Yamagata (jap. 第二次山縣内閣, dai-niji Yamagata naikaku) regierte Japan unter Führung von Premierminister Yamagata Aritomo vom 8. November 1898 bis zum 19. Oktober 1900.
| Amt                                    | Name                | Kammer (Wahlkreis) | Fraktion |
| -------------------------------------- | ------------------- | ------------------ | -------- |
| Premierminister                        | Yamagata Aritomo    |                    |          |
| Außenminister                          | Aoki Shūzō          |                    |          |
| Innenminister                          | Saigō Tsunemichi    |                    |          |
| Finanzminister                         | Matsukata Masayoshi |                    |          |
| Heeresminister                         | Katsura Tarō        |                    |          |
| Marineminister                         | Yamamoto Gonnohyōe  |                    |          |
| Justizminister                         | Kiyoura Keigo       |                    |          |
| Kultusminister                         | Kabayama Sukenori   |                    |          |
| Minister für Landwirtschaft und Handel | Sono Arasuke        |                    |          |
| Minister für Kommunikation             | Yoshikawa Akimasa   |                    |          |

## Andere Positionen
| Amt                        | Name                |
| -------------------------- | ------------------- |
| Chefkabinettssekretär      | Yasuhiro Ban’ichirō |
| Leiter des Legislativbüros | Hirata Tōsuke       |